# James Warring
James Warring est un boxeur américain né le 26 novembre 1958 à Miami, Floride.

## Carrière
Champion d'Amérique du Nord NABF des lourds légers en 1990, il remporte le titre de champion du monde IBF laissé vacant par Jeff Lampkin en battant James Pritchard le 7 septembre 1991 par KO à la 1re reprise. Warring perd cette ceinture lors de sa 3e défense le 30 juillet 1992 face à Alfred Cole (défaite aux points).